# Nicolae Bălcescu (Călărași)
Nicolae Bălcescu is een Roemeense gemeente in het district Călărași.
Nicolae Bălcescu telt 1581 inwoners.